# Докетизам
Докетизам (грч: δοκειν - привид) је филозофско учење о привидности материје. У хришћанству се односи на веровање да је Христово тело било само привид и да је он суштински био духовно биће ("биће светлости").
Ово учење су заступали гностици докети из апостолског времена, по којима је Христово тело било само привид (грч: κατα το δοκειν), па су и само распеће и смрт на крсту били привидни. Докетизам подразумева и друкчије схватање оваплоћења (инкарнације), као и другачије тумачење израза "Логос је постао тело“. Против докетског схватања борили су се још Апостоли, а нарочито Св. Апостол Јован, у својим посланицама (1 Јн. 4,2-3; 2 Јн. 7).
Израз докети (лат: Docetae, гр: Doketai) се први пут јавља у писму Серапиона Антиохијског (190-203) цркви Рососа, поводом читања гностичког „Јеванђеља по Петру“.
Докетизам се по правилу не јавља самостално, већ је део ширег, гностичког учења о супротности духа и тела и поимања спасења као ослобађања од окова материје. Ово становиште потиче из дубоке древности, а поникло је из мисли да је узрок сваког зла материја. 
Нека врста докетизма се јавља и у Курану: „Али они га нису убили; они га нису разапели, њима се то само тако показало... Они га сигурно нису убили, већ је њега Бог уздигао к себи: Бог је моћан и праведан." (Куран 4:157)